# ورخنترویتسکویه
ورخنترویتسکویه (به لاتین: Verkhnetroitskoye) یک منطقهٔ مسکونی در روسیه است که در باشقیرستان واقع شده‌است.